# Stazione di José C. Paz
La stazione di José C. Paz (Estación José C. Paz in spagnolo) è una stazione ferroviaria della linea San Martín situata nell'omonima cittadina della provincia di Buenos Aires.

## Storia
La stazione fu aperta al traffico il 6 ottobre 1906 dalla compagnia Ferrocarril Buenos Aires al Pacífico con la denominazione di Arroyo Pinazo.
Il 13 luglio 1913 assunse l'attuale denominazione su richiesta degli abitanti della zona. Nei primi anni cinquanta la denominazione fu modificata in Manuel de Pinazo a causa di un conflitto scoppiato tra Juan Domingo Perón ed il quotidiano La Prensa, fondato proprio da José C. Paz nel 1869.
Nel 1955, dopo il colpo di stato che pose fine al regime peronista, la stazione riassunse la denominazione precedente.
Dal settembre 2019 vi si fermano anche i convogli a lunga distanza della tratta Buenos Aires-Junín.